# Співзвуччя
Співзву́ччя — одночасне звучання кількох звуків. Основні види співзвуччя: 
- унісон — одночасне звучання кількох звуків однієї висоти;
- інтервал — одночасне звучання двох звуків різної висоти;
- акорд — одночасне звучання трьох або більше звуків різної висоти.

## Джерело
- Юрій Юцевич. Музика: словник-довідник. — Тернопіль, 2003. — 404 с. — ISBN 966-7924-10-6. (html-пошук по словнику, djvu)